# 鈴木修次
鈴木 修次（すずき しゅうじ、1923年8月13日- 1989年6月11日）は、日本の漢文学者。広島大学名誉教授。

## 経歴
1923年、東京府に生まれ、埼玉県に育った。東京文理科大学漢文学科を卒業。卒業後は、北海道教育大学講師に就いた。当初は詩経の研究をテーマとし、その後中国古典詩の研究を進めた。
1968年、学位論文『漢魏詩の研究』を東京教育大学に提出して文学博士号を取得。東京教育大学助教授。1976年、広島大学総合科学部教授となった。それまでの「文学部」から「総合科学部」勤務となったことから、より広い視点で中国文学をとらえ、中国詩学を考察するようになった。1987年に広島大学を定年退官し、名誉教授となった。その後は大阪学芸大学教授として教鞭をとり、1989年に退官。

## 著作
著書
- 『元好問 漢詩大系 20』訳注解説 集英社 1965
- 『古典漢文の新研究』三省堂 1966
- 『荘子』<Century books 人と思想> 清水書院  1973
  - 新装版 2016
- 『唐代詩人論』鳳出版 1973
  - 講談社学術文庫 1979
- 『唐詩 その伝達の場』<NHKブックス> 日本放送出版協会 1976[5]
- 『人生有情 警策のことば』<東書選書> 東京書籍 1977
- 『中国古代文学論 詩経の文芸性』角川書店 1977
- 『漢語と日本人』みすず書房 1978
- 『漢字 その特質と漢字文明の将来』講談社現代新書 1978
- 『中国文学と日本文学』<東書選書> 東京書籍 1978
- 『文学としての論語』東京書籍 1979
- 『杜甫』<Century books 人と思想> 清水書院 1980
  - 新装版 2014
- 『日本漢語と中国 漢字文化圏の近代化』中公新書 1981
- 『文化シリーズ ことばから考える日本人論 文明のことば』文化評論出版 1981
- 『漢字再発見 その驚くべき表現力・情報力・経済力の秘密』PHP研究所 21世紀図書館 1983
- 『数の文学』東京書籍 1983
- 『中国の人と思想 2 孟子 民を貴しと為す』集英社、1984
- 『論語と孔子 人間関係論のエッセンス「論語」の新しい読み方』PHP研究所 21世紀図書館 1984
- 『唐詩の世界』日本放送出版協会 NHK市民大学 1987
  - 新版 1990
- 『漢字情報力再発見  そのすぐれた表現力・伝達力・経済力』創拓社 1990

共編
- 『漢文読本』入門篇 中西清・小林信明・鎌田正・尾関富太郎・大木春基・牛島徳次共編, 大修館書店 1951
- 『高等漢文』1 中西清・小林信明・鎌田正・尾関富太郎・大木春基・牛島徳次共編, 大修館書店 1952
- 『中国文化叢書 第4巻 文学概論』高木正一・前野直彬共編, 大修館書店, 1967
- 『中国文化叢書 第5巻 文学史』高木正一・前野直彬共編, 大修館書店, 1968
- 『角川最新漢和辞典』武部良明・水上静夫共編, 角川書店, 1983
- 『漢詩漢文名言辞典』編著, 東京書籍, 1985
- 『漢詩漢文に学ぶ人生の指針』編著, 東京書籍, 2011

## 参考
- 『漢詩漢文に学ぶ人生の指針』著者紹介
- 「鈴木修次教授略年譜・著述目録 (鈴木修次教授退官記念論文集) 」『学大国文』32, 大阪教育大学国語教育講座・日本・アジア言語文化コース, 1989年, 5-39頁.